# In the Hand of Dante
Pour plus de détails, voir Fiche technique et Distribution.
In the Hand of Dante est un film américano-italien réalisé par Julian Schnabel et dont la sortie n'est pas encore annoncée. Il s'agit d'une adaptation du roman La Main de Dante de Nick Tosches.

## Synopsis
Nick Tosches, un écrivain, apprend qu'un manuscrit de La Divine Comédie de Dante, volé au Vatican, est réapparu à New York. Incapable de passer à côté de cette opportunité, Nick décide de tenter d'authentifier ce manuscrit et de mener l'enquête sur ses origines, son parcours et celui de son auteur.

## Fiche technique
- Titre original : In the Hand of Dante
- Réalisation : Julian Schnabel
- Scénario : Julian Schnabel, d'après le roman La Main de Dante de Nick Tosches
- Musique : Benjamin Clementine
- Décors : Paki Meduri
- Direction artistique : Cinzia Iademarco
- Costumes : Mariano Tufano
- Montage : n/a
- Photographie : n/a
- Production : Jon Kilik et Francesco Melzi d'Eril
  - Production exécutive : Simon Fawcett, Robert K. MacLean, Sam Sarkar, Olmo Schnabel et Martin Scorsese
- Sociétés de production : Memo Films et Mad Gene Media
- Pays de production :  États-Unis,  Italie
- Langue originale : anglais
- Format : couleur
- Genre : drame, thriller
- Date de sortie : Date sujette à modification

## Distribution
- Oscar Isaac : Nick Tosches / Dante Alighieri
- Gal Gadot : Giulietta / Gemma Donati
- Jason Momoa
- Gerard Butler
- Al Pacino
- John Malkovich
- Franco Nero
- Martin Scorsese
- Lolita Chammah
- Benjamin Clementine
- Claudio Santamaria
- Sabrina Impacciatore
- Fortunato Cerlino
- Lorenzo Zurzolo
- Guido Caprino
- Paolo Bonacelli
- Dora Romano
- David Agranov : David Hanker
- Louis Vernocchi

## Production

### Genèse et développement
En 2011, Julian Schnabel prévoit de réaliser l'adaptation du livre La Main de Dante avec Johnny Depp dans le rôle titre mais cela ne put se faire. Cependant le projet est relancé en 2023 .

### Attribution des rôles
Oscar Isaac est engagé pour incarner le rôle principal et est rejoint par Gal Gadot, Jason Momoa et Gerard Butler au casting. Par ailleurs, Oscar Isaac retrouve Julian Schnabel pour la seconde fois après At Eternity's Gate.
Gal Gadot et Jason Momoa se retrouvent après avoir été tous les deux à l'affiche de Justice League et sa director's cut Zack Snyder's Justice League.

### Tournage
Le tournage a lieu à Venise, Palerme et à New York[réf. nécessaire].